# Bojador (província)
Bojador (em árabe: بو جدور‎) é uma província de Marrocos, localizada no território disputado do Saara Ocidental, pertencente administrativamente a região de El Aiune-Saguia el Hamra. Possui uma superfície 54.307 km², e a sua população em 2014 era de 50.566 habitantes, tendo como capital a cidade de Bojador.
Nota: A totalidade da província pertence ao Saara Ocidental, um território onde a legitimidade da administração marroquina não é reconhecida por muitos países nem pela Organização das Nações Unidas.

## Limites
Os limites da província são:
- Norte com as províncias de El Aiune e Smara.
- Oeste pelo Oceano Atlântico.
- Leste com a República Islâmica da Mauritânia.
- Sul com a província de Oued Ed-Dahab.

## História
A província Marroquina de Bojador foi criada em 1976, após a Marcha Verde. Na altura fazia fronteira a sul, com a região ocupada pela Mauritânia de Tiris al-Gharbiyya.

## Organização Administrativa
Administrativamente a província divide-se em 1 município, 1 círculo que por sua vez se dividem em 3 comunas.

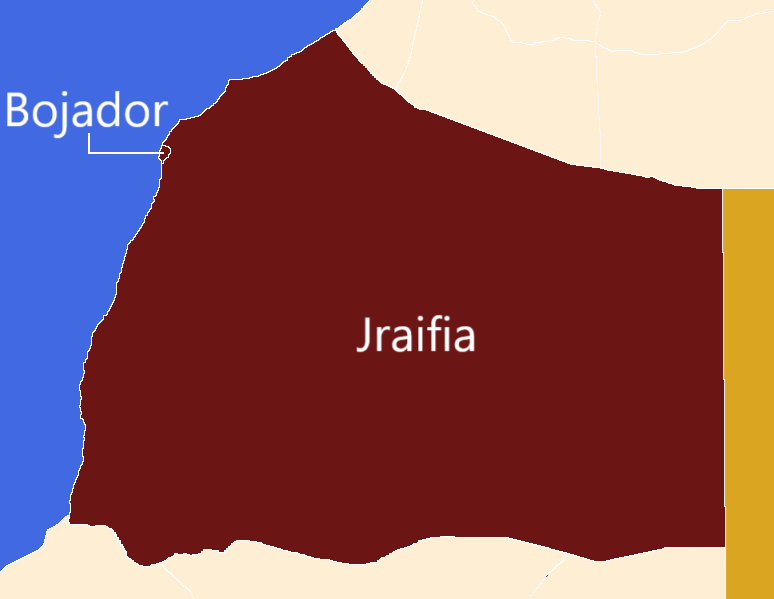
Os círculos e municípios da província.
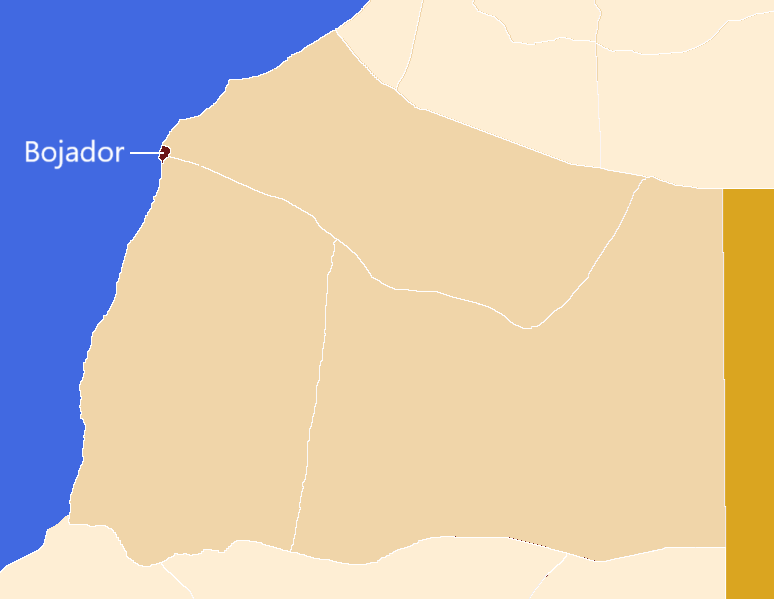
Os municípios da província.
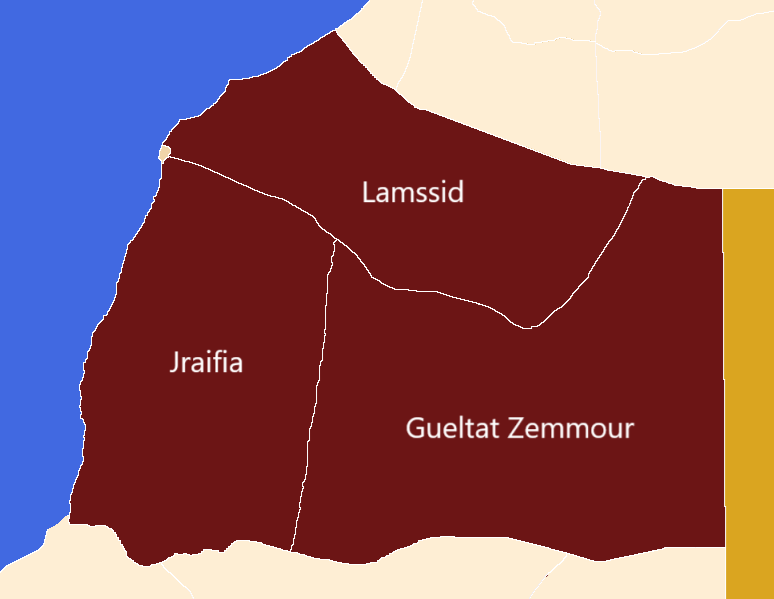
As comunas da província.

### Subdivisões administrativas
Nas áreas urbanas a província divide-se em municípios. Nas áreas rurais a província divide-se em comunas. As comunas contiguas constituem círculos.

#### Os municípios
As áreas urbanas da província constituem 1 município.
- Bojador (ou Boujdour), município com 42.651 habitantes em 2014.[1]

#### Os círculos e as comunas
As áreas rurais da província constituem 3 comunas, agrupadas em 1 círculo.

##### Circulo de Jraifia
Circulo constituído por 3 comunas, tinha 7.915 habitantes em 2014.
- Gueltat Zemmour, comuna com 6.393 habitantes em 2014.[3]
- Jraifia, comuna com 950 habitantes em 2014.[3]

- Lamssid, comuna com 572 habitantes em 2014.[3]

## Demografia
Em 2014 a população da província era de 50.494 habitantes, correspondendo a 14% da população total da região.

### Crescimento demográfico
O crescimento demográfico da província ao longo dos anos é a seguinte:
| 2014   | 2004   | 1994   | 1982  |
| ------ | ------ | ------ | ----- |
| 50 494 | 46 129 | 21 691 | 8 481 |

## Outros dados
A superfície agrícola útil está estimada em 10.000 ha.A pesca representa um setor muito importantes da economia provincial, estando assente em dois pilares: a abundancia de peixe, nas costas atlântica do Saara e a existência do porto de Bojador. O porto de Bojador esta a ser transformado num porto comercial.